# 長榮國際儲運
長榮國際儲運股份有限公司（英語：Evergreen International Storage and Transport Corporation）為臺灣的倉儲、運輸物流公司，簡稱榮運，屬長榮集團旗下。

## 歷史
此公司前身為長隆運輸股份有限公司，成立於1973年9月1日，主要提供航运及工商业汽車貨櫃貨運服務。1986年改名為長榮運輸股份有限公司，1990年股票上市，2002年與長榮貨櫃合併後更名為長榮國際儲運。

### 合併擴張
2000年左右，長榮集團時任總裁張榮發有意合併立榮海運與長榮海運，前者主業為近洋海運，後者為遠洋海運。不過其後則是由主營內陸運輸的長榮國際儲運合併長榮貨櫃、立榮海運，2003年再合併長航通運，業務範圍包含陸海空運的倉儲、運輸、物流、客運、車輛代檢及維修、碼頭裝卸、船舶租賃、油品事業等，形成垂直整合之勢。長榮集團表示此舉是為了響應政府企業合併政策、整合資源、擴大營運規模。
在整併過程中，立榮的海運業務轉為船舶租賃，立榮原有的台中港貨櫃場業務也讓榮運貨櫃場服務從內陸延長至碼頭，佈局未來物流業發展。今周刊記者康秀玲則指出立榮海運部分部門事先已與長榮海運合併辦公，與榮運合併公司應基於財務考量，2001年底榮運的自有資金比率為85%，優於長榮海運負債60%。又2002年時榮運有八千一百多坪資產，併入的長榮貨櫃桃園廠有兩萬六千多坪土地，汐止廠有四萬九千坪土地，立榮併入榮運也有助於展延銀行債權。

## 長榮巴士
長榮巴士（英語：Evergreen Bus），為長榮國際儲運客車部（前身為長航通運），經營遊覽車、交通車、國道客運。

### 長榮巴士歷史沿革
- 1994年4月成立，提供長榮集團員工通勤之交通車服務。
- 1995年9月以歐洲豪華遊覽車為工商業與旅行業提供高品質之旅遊巴士租車服務，秉持安全、舒適、服務之信念，深獲各方好評。
- 1997年7月獲交通部核准經營「台北市－桃園機場」國道客運路線，以歐洲豪華客車為一般出入境旅客提供便捷、舒適之機場巴士客運服務。
- 1998年11月獲交通部核准經營「台北市－桃園市大園區」國道客運路線，為桃園市大園區、南崁區民眾提供親切優質的客運服務。
- 2012年10月獲桃園市政府交通局核准經營桃園捷運綠線先導公車GR線「桃園後站－捷運坑口站」，為桃園市桃園區、大園區、蘆竹區民眾提供舒適便捷公車服務。（2013年9月停駛）
- 2013年參與阿羅哈客運私募增資，取得25％股份，但無意介入經營。
- 2024年3月1日結束國道客運業務。

### 客運

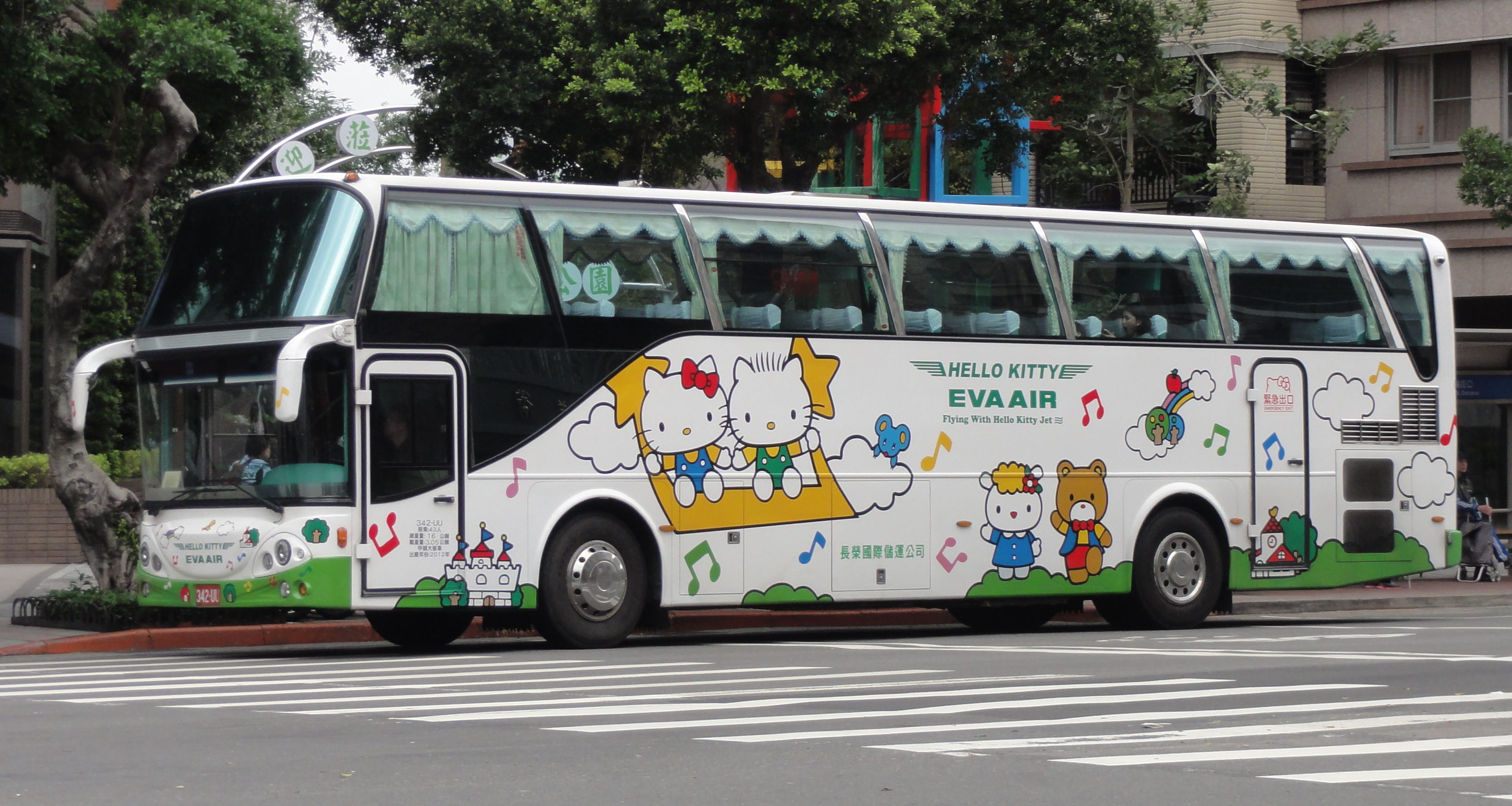
長榮接駁巴士
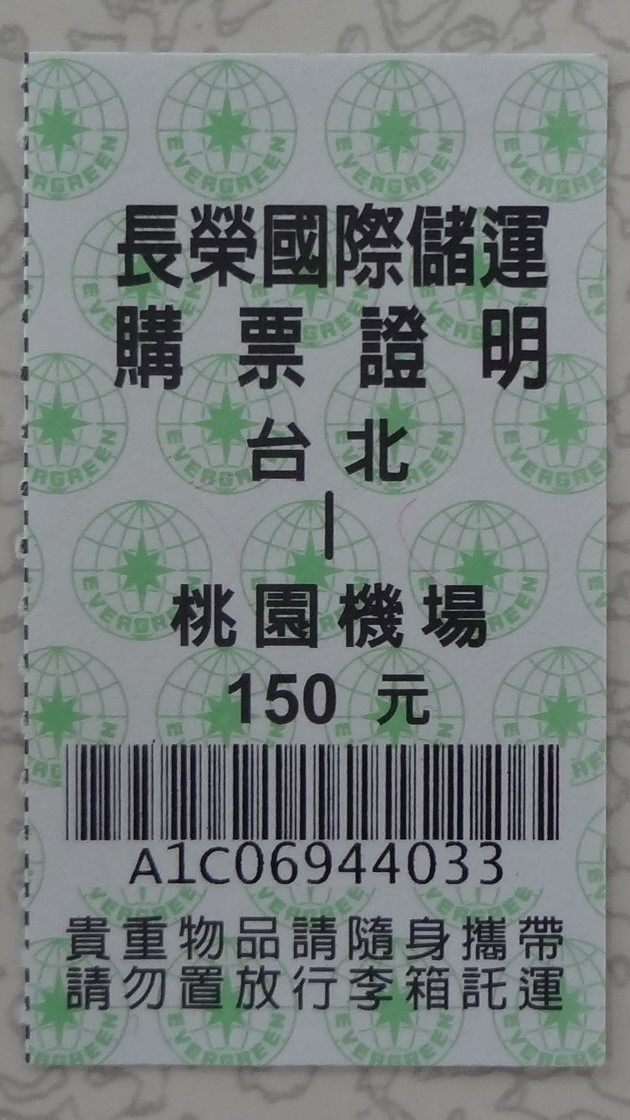
長榮巴士購票證明

接續原長航通運的機場交通業務，服務往來臺北市區、臺灣桃園國際機場及南崁大園地區的旅客。

### 行駛路線

#### 國道客運
- 5203台北—中山高—桃園市大園區（經蘆竹區中山路）

（2023年9月30日約滿到期停駛，綠牌客運（5201,5202,5203）走入歷史，將專注紅牌大客車業務。）
- 5203A台北—中山高—桃園市蘆竹區六福路口

（2023年9月30日約滿到期，並代駛至2024年2月29日，2024年3月1日由亞通客運、國光客運、亦捷科技共同代駛，此公司國道客運走入歷史，將專注紅牌大客車業務。)

## 其他業務

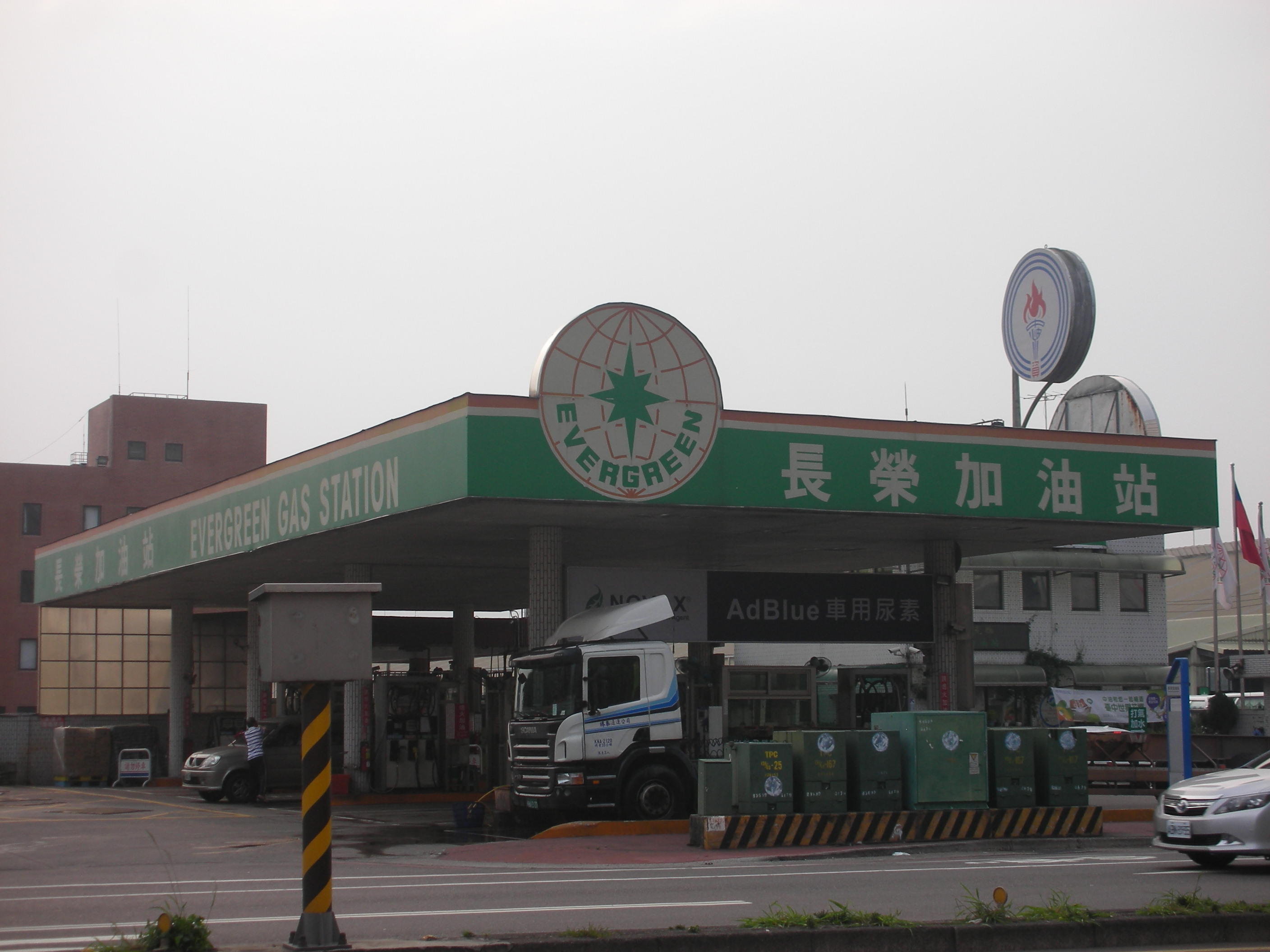
長榮加油站
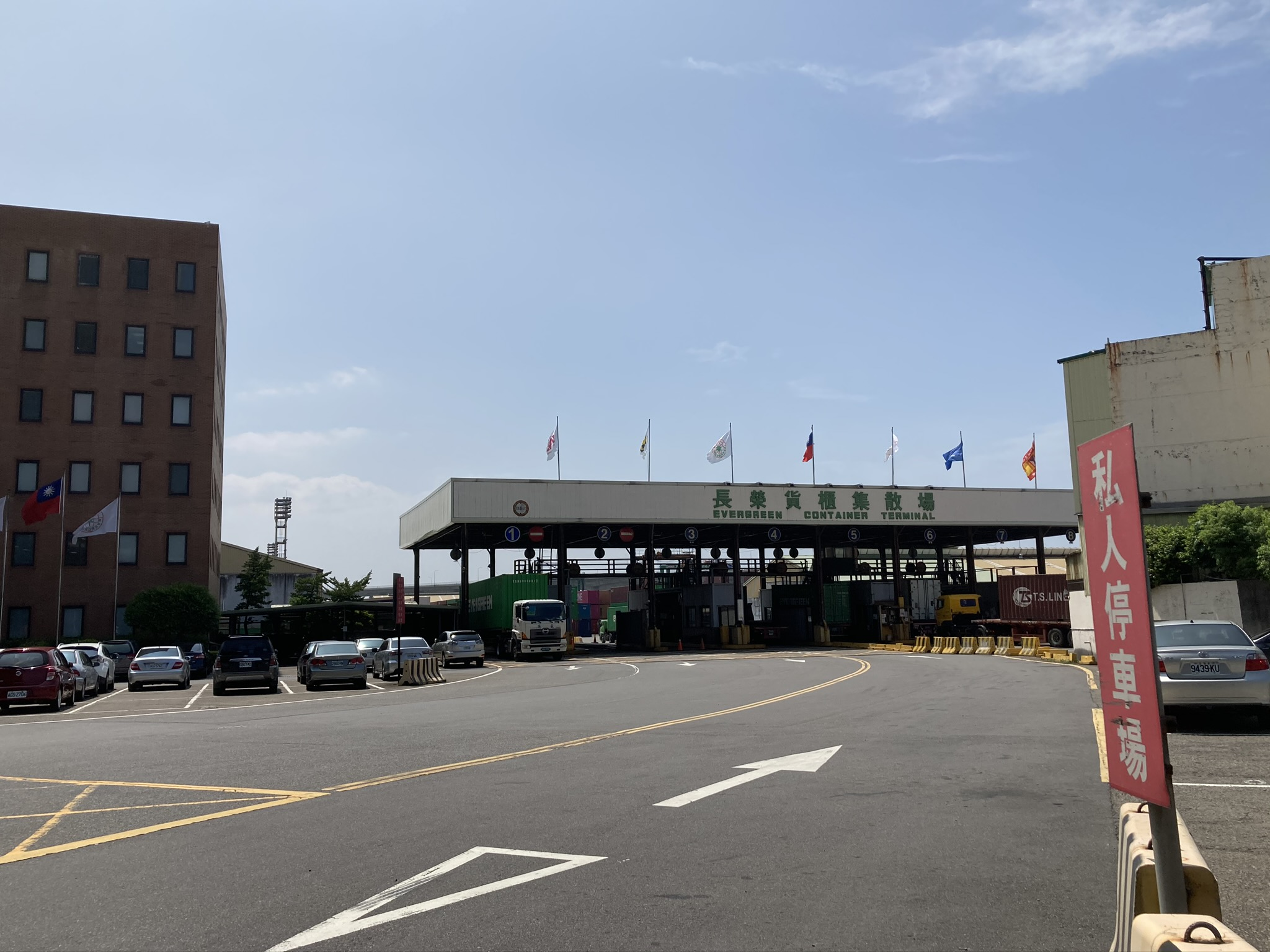
長榮貨櫃集散場
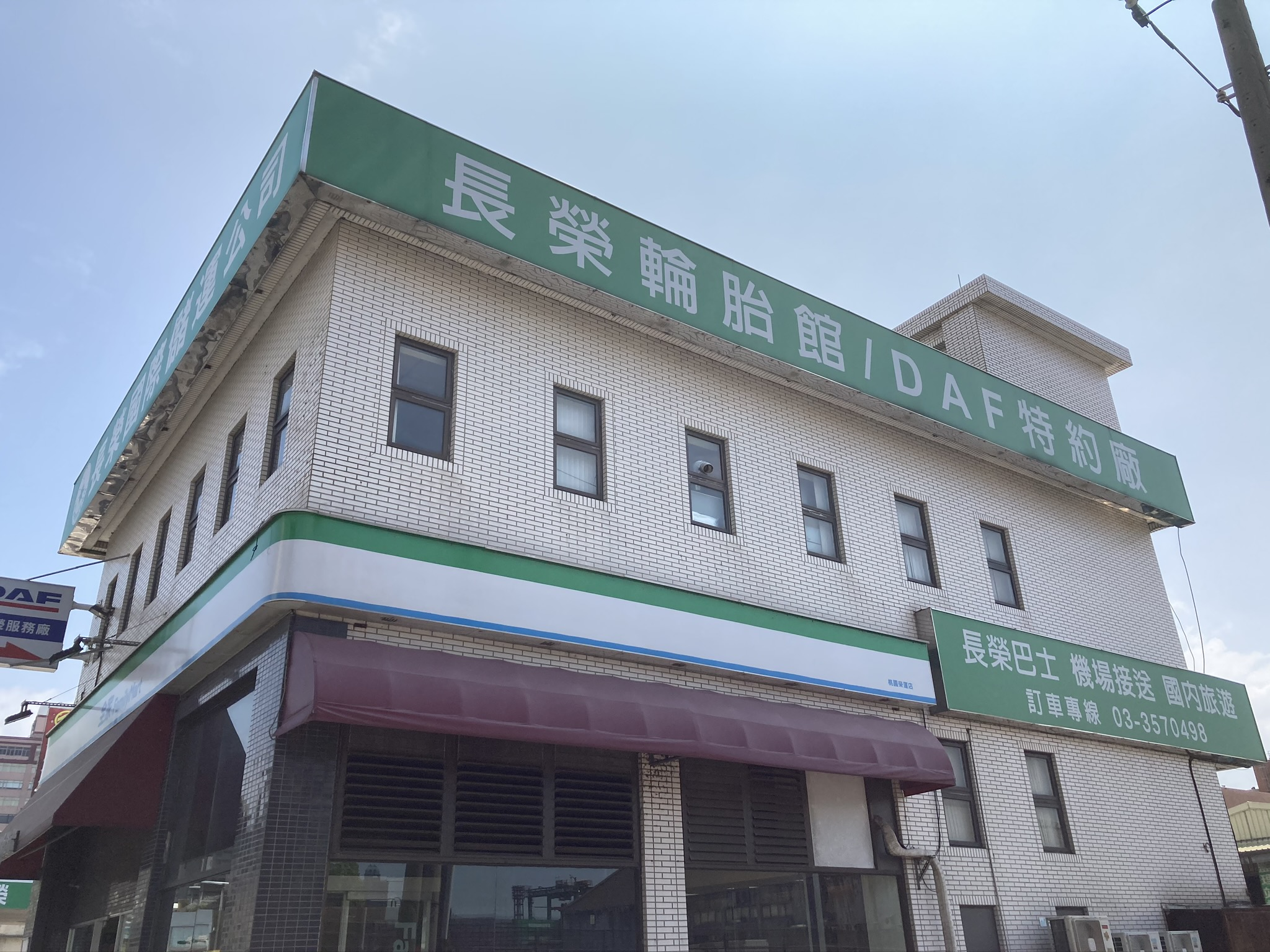
長榮輪胎館

## 外部連結
- 長榮國際儲運 （页面存档备份，存于）